# والتر رادنی
والتر رادنی (انگلیسی: Walter Rodney; ۲۳ مارس ۱۹۴۲ – ۱۳ ژوئن ۱۹۸۰) تاریخ‌نگار، و استاد دانشگاه اهل گویان بود.